# Parastizocera procera
Parastizocera procera là một loài bọ cánh cứng trong họ Cerambycidae.